# Norvège aux Jeux olympiques d'hiver de 1932
La Norvège participe aux Jeux olympiques d'hiver de 1932 organisés à Lake Placid, aux États-Unis. La délégation norvégienne remporte dix médailles, trois d'or, quatre d'argent et trois de bronze, et se classe au deuxième rang du tableau des médailles derrière les États-Unis. Elle compte 19 athlètes : 18 hommes et 1 femme.

## Médaillés
| Médaille                            | Nom                  | Sport               | Compétition            |
| ----------------------------------- | -------------------- | ------------------- | ---------------------- |
| Médaille d'or, Jeux olympiques      | Johan Grøttumsbråten | Combiné nordique    | Hommes                 |
| Médaille d'or, Jeux olympiques      | Sonja Henie          | Patinage artistique | Femmes                 |
| Médaille d'or, Jeux olympiques      | Birger Ruud          | Saut à ski          | Tremplin normal hommes |
| Médaille d'argent, Jeux olympiques  | Ole Stenen           | Combiné nordique    | Hommes                 |
| Médaille d'argent, Jeux olympiques  | Bernt Evensen        | Patinage de vitesse | 500 mètres hommes      |
| Médaille d'argent, Jeux olympiques  | Ivar Ballangrud      | Patinage de vitesse | 10 000 mètres hommes   |
| Médaille d'argent, Jeux olympiques  | Hans Beck            | Saut à ski          | Tremplin normal hommes |
| Médaille de bronze, Jeux olympiques | Hans Vinjarengen     | Combiné nordique    | Hommes                 |
| Médaille de bronze, Jeux olympiques | Kaare Wahlberg       | Saut à ski          | Tremplin normal hommes |
| Médaille de bronze, Jeux olympiques | Arne Rustadstuen     | Ski de fond         | 50 kilomètres hommes   |